# Wirmaf
Wirmaf ist der größte Ort der indonesischen Insel Teor. Der Ort befindet sich an der Ostküste der Insel.
Wirmaf liegt in der Desa Teor mit 2.556 Einwohnern (2010), das die ganze Insel einschließt. Teor gehört zum Kecamatan (Subdistrikt) Wakate, Kabupaten (Regierungsbezirk) Seram Bagian Timur, Provinz Maluku.